# Zutat
Zutaten (französisch ingrédients, englisch ingredients), seltener auch Ingredienzien (Sing. Ingrediens) oder Ingredienzen (Sing. Ingredienz), sind in der Kochkunst die Speisebestandteile eines Koch- oder Backrezepts, die zu dessen kulinarischer Umsetzung erforderlich sind. 

## Allgemeines
Der Begriff „Zutaten“ wird oft im Plural verwendet, weil die meisten Speisen aus mindestens zwei Bestandteilen bestehen. Dennoch sind Zutaten sprachlich kein Pluraletantum. Zutaten sind die zur Herstellung einer Speise benötigten Lebensmittel, deren Harmonie sich erst nach ihrer gemeinsamen Verarbeitung entfaltet. Dabei hat der Verbraucher im Rahmen des Verbraucherschutzes ein Recht darauf, dass der Hersteller Zutaten transparent macht. 
Bestimmte Zutaten oder andere Stoffe oder Erzeugnisse (wie Verarbeitungshilfsstoffe), die bei der Herstellung von Lebensmitteln verwendet werden und darin verbleiben, können bei manchen Menschen Allergien und Unverträglichkeiten verursachen, die teilweise die Gesundheit der Betroffenen gefährden. Deshalb ist von Bedeutung, dass die Verbraucher Informationen zum Vorhandensein derartiger Stoffe erhalten.
Die Kochkunst des Kochs besteht darin, bestimmte Mengenanteile einzelner Zutaten bei der Zubereitung so miteinander zu kombinieren, dass die einzelnen Zutaten nicht mehr von Bedeutung sind und sich in der gewünschten Speise als kulinarische Einheit entfalten. Die verschiedenen Geschmacksrichtungen der einzelnen Zutaten sind dabei so zu gewichten, dass der von einer bestimmten Speise erwartete typische Geschmack hervorgebracht wird. Dies kann durch Abschmecken überwacht werden.

## Rechtsfragen
Der Rechtsbegriff „Zutat“ steht im Zusammenhang mit der seit 2011 in allen EU-Mitgliedstaaten geltenden Kennzeichnungspflicht für die in Lebensmitteln enthaltenen Inhaltsstoffe, die in einer Zutatenliste aufzuführen sind. „Zutat“ ist in diesem Sinne gemäß Art. 2 Abs. 2f Verordnung (EU) Nr. 1169/2011 des Europäischen Parlaments und des Rates vom 25. Oktober 2011 jeder „Stoff und jedes Erzeugnis, einschließlich Aromen, Lebensmittelzusatzstoffen und Lebensmittelenzymen, sowie jeder Bestandteil einer zusammengesetzten Zutat, der bei der Herstellung oder Zubereitung eines Lebensmittels verwendet wird und der – gegebenenfalls  in veränderter Form – im Enderzeugnis vorhanden bleibt; Rückstände gelten nicht als Zutaten“. Eine „primäre Zutat“ ist diejenige Zutat oder sind diejenigen Zutaten eines Lebensmittels, „die über 50 % dieses Lebensmittels ausmachen oder die die Verbraucher üblicherweise mit der Bezeichnung des Lebensmittels assoziieren und für die in den meisten Fällen eine mengenmäßige Angabe vorgeschrieben ist“ (Art. 2 Abs. 2q).

## Bestandteile
Zutaten für Speisen sind insbesondere alle Lebensmittel wie Fleisch, Gemüse oder Speisefisch (einschließlich Nahrungsmittel), alkoholische Getränke, Gewürze, Speisesalz, Wasser oder würzende Zutaten. Die Haute Cuisine integriert auch sehr teure Zutaten wie Blattgold, Kaviar, Safran, Trüffel oder Vanille.
Überwiegen bestimmte Zutaten in Garnituren, so geben sie der Speise oft ihren Namen (etwa Paprika und Paprikapulver bei „Zigeunerart“, Linsen beim Linseneintopf, die Ananasscheibe beim Toast Hawaii oder Zwiebeln bei der Zwiebelsuppe).